# Final Fantasy I
Final Fantasy I (ファイナルファンタジー Fainaru Fantajī) és un videojoc de rol creat per en Hironobu Sakaguchi, desenvolupat i primer publicat al Japó per Square (ara Square Enix) el 1987. És el primer joc de Square de la sèrie Final Fantasy. Va sortir originalment per a la consola Nintendo Entertainment System (més coneguda com a NES), el joc va ésser refet per diferents consoles i és freqüentment inclòs amb Final Fantasy II en col·leccions de videojocs. La història se centra en quatre joves anomenats Guerrers de la Llum (Light Warriors en Anglès) que porten cadascun amb ells quatre orbes elementals que han estat enfosquits pels quatre dimonis elementals. Plegats, viatgen per derrotar aquestes forces del mal, restablir la llum als orbes i salvar el món.
El joc va rebre crítiques positives i va ésser reconegut com un dels videojocs de rol més influents i reeixits per a la consola NES, aconseguint popularitzar el seu gènere. Les crítiques positives es van centrar en els gràfics del joc, mentre que les negatives es van centrar en el temps que es feia servir per trobar lluites aleatòries per pujar de nivell d'experiència al jugador. Fins al març de 2003, totes les versions venudes de Final Fantasy I arribaven a un total de gairebé 2 milions de còpies mundials.

## Desenvolupament
Va sorgir de la companyia japonesa de videojocs Squaresoft mentre aquesta tenia problemes econòmics (1987). Per solucionar el problema van decidir crear el Final Fantasy I a partir del Dragon Quest I de la companyia Enix, que estava triomfant entre els clients. El nom del joc Final Fantasy I no va ser pas una casualitat, perquè realment era la fantasia final o funcionava o plegaven. Tal va ser l'èxit que van sortir a la venda més videojocs de la saga Final Fantasy, fins que, el 2003, la companyia Enix es va fusionar amb Squaresoft donant llum a Square Enix junts.
El títol va ser un èxit i va generar diverses seqüeles. Des d'aleshores, la sèrie de videojocs s'ha diversificat en altres gèneres com el rol tàctic, l'ARPG, l'MMORPG, les carreres, el shooter, la lluita i el musical. La franquícia també s'ha difós a través d'altres mitjans, incloent-hi pel·lícules, anime, manga i novel·les.
Encara que la majoria d'entregues de Final Fantasy són històries independents amb diferents ambientacions i personatges principals, totes acostumen a presentar alguns elements comuns que defineixen la franquícia. Aquests elements recurrents inclouen temàtiques argumentals, noms propis i mecàniques de jugabilitat. Els arguments se centren en un grup d'herois que lluiten contra un gran mal alhora que s'explora les seves pròpies lluites i relacions internes. Els noms dels personatges es deriven sovint de personatges històrics, o de la cultura popular i la mitologia d'arreu del món.
La sèrie ha tingut un gran èxit comercial i crític. És la franquícia de videojocs més venuda d'Square Enix, amb més de 130 milions d'unitats venudes, i és una de les franquícies de videojocs més venudes de tots els temps. La sèrie és coneguda per la seva innovació, la seva qualitat gràfica i musical, models de caràcters fotorrealistes i música orquestrada de Nobuo Uematsu. Final Fantasy ha estat un motor en la indústria dels videojocs, i la sèrie ha afectat les pràctiques empresarials d'Square Enix i les seves relacions amb altres desenvolupadors de videojocs. També ha introduït moltes mecàniques ara ja comuns als jocs de rol, i va ser la principal causa de popularització dels RPG per a consoles als mercats externs al Japó.
Els personatges del joc i el logotip del títol van ser dissenyats per Yoshitaka Amano. L'escenari va ser escrit per Akitoshi Kawazu i l'escriptor independent Kenji Terada. El programador independent americo-iranià Nasir Gebelli, qui estava vivint al Japó en aquesta època, va treballar com a programador per al joc. Entre els altres desenvolupadors es trobaven Hiromichi Tanaka, Kōichi Ishii, i Kazuko Shibuya. Continuant amb l'exitosa localització als Estats Units de Dragon Quest, Nintendo va traduir Final Fantasy a l'anglès i el va publicar als Estats Units el 1990. La versió americana de Final Fantasy va tenir un èxit modest, parcialment gràcies a les tàctiques agressives de Nintendo d'aquell temps. Cap versió del joc es va comercialitzar a la regió d'Europa i Australasia fins al llançament de Final Fantasy Origins l'any 2003.
La música per a Final Fantasy va ser composta per Nobuo Uematsu i va ser la seva setzena composició musical per a un videojoc. 

### Història
Final Fantasy té lloc en un món de fantasia amb tres grans continents. Els poders elementals en aquest món estan determinats per l'estat de quatre vidres, cadascun governa un dels quatre elements bàsics: terra, foc, aigua i vent. El món de Final Fantasy està habitat per nombroses races, incloent humans, elfs, nans, sirenes, dracs i robots. Cada raça no humana té el seu propi poble en el joc, encara que alguns individus són trobats en pobles d'humans en altres àrees també. Quatre-cents anys abans de l'inici del joc, els habitants del poble Lufenia van usar el poder del cristall del vent per construir aeronaus i una estació espacial gegantesca, la Fortalesa voladora, però van ser testimonis del declivi del seu país i de com el vidre del vent es feia fosc. Dos-cents anys després, tempestes violentes van enfonsar un temple massiu que servia com a centre d'una civilització oceànica i el vidre d'Aigua es va enfosquir. El van seguir els vidres de la Terra i el Foc, ple la terra amb violentes flamarades i podrint les planes i la vegetació del poble agricultor de Melmondia. Un temps després, el savi Luka va dir una profecia que anunciava l'arribada dels quatre Guerrers de la Llum amb quatre vidres per salvar el món en temps de foscor.
El joc comença amb l'aparició dels quatre joves Guerrers de la Llum, els herois de la història, els quals porten amb si cada un dels vidres enfosquits. Inicialment, els Guerrers de la Llum arriben a Cornelia, un poderós regne que ha estat testimoni del segrest de la seva princesa, Sara, per un cavaller maligne anomenat Garland. Els Guerrers de la Llum viatgen al Temple del Caos, prop de Cornelia, on derroten Garland i tornen a la princesa Sara a la seva llar. En agraïment, el rei de Cornelia construeix un pont que permet als Guerrers de la Llum continuar cap a l'est, fins a la ciutat de Pravoca. Aquí, els Guerrers de la Llum alliberen al poble de Bike i la seva banda de pirates, i obtenen el vaixell dels pirates per al seu propi ús. Encara que tenen la possibilitat de viatjar per l'aigua, els guerrers queden atrapats en el Mar Aldeo, ja que una gran roca bloqueja la sortida d'aquest mar. Un grup de nans del  Mont Duegari tracta de destruir la roca però no poden destruir-sense  nitropols , el qual es troba en una habitació al Castell de Cornelia però l'única forma d'aconseguir-la és amb la clau que té el Príncep dels Elfs, a Elfeim.
Els Guerrers de la Llum demanen ajuda al príncep dels elfs, però aquest va contreure una terrible malaltia a partir de la qual va quedar adormit indefinidament, només la bruixa Matoya pot preparar el beuratge, però no ajudarà si no recupera el seu ull de vidre. En la recerca de l'ull de vidre dels guerrers entraran a la  Fortalesa de l'Oest , que ara està en ruïnes, i el seu únic habitant és un Príncep, qui els demana que recuperin una corona de la Cova pantanosa, els guerrers accedeixen i al lliurar-la, el príncep es revela com Astos, un elf fosc culpable de posar a dormir al príncep elf. Després de derrotar-ho, els Guerrers de la Llum recuperen l'ull de vidre de la bruixa Matoya, qui els prepara un beuratge que despertarà al Príncep dels Elfs del seu somni. Res més despertar, el príncep els lliura als guerrers La Clau Mística, necessària per obrir certes portes del magatzem del Castell de Cornelia, on troben la nitropols. De retorn a la llar dels nans, lliuren la nitropols, i els nans obren un estret entre el Mar Aldeo i l'oceà.
Després de visitar el poble en ruïnes de Melmondia, els Guerrers de la Llum entren a la Cova de la Terra per derrotar el Vampir que els vilatans creuen que causa la putrefacció de la terra. Després de derrotar el Vampir, els guerrers descobreixen que la terra segueix podrint-se, de manera que van a la Cova del Tità per parlar amb el savi Sada. Aquest els revela que la veritable font de la putrefacció està en el més profund de la Cova de la Terra i els lliura la Vara Terrestre, amb la qual els Guerrers de la Llum descobreixen un passatge secret que condueix a altres dos nivells en el més profund de la Cova de la terra en la qual derroten al Dimoni de la terra Lich, detenint la putrefacció de la terra. Continuant el seu viatge, els Guerrers de la Llum arriben al Llac Creixent, un poble a la riba del riu, al poble troben al famós Cercle de Savis, el qual els diu als guerrers que el dimoni de foc Marilith, Marilita o Kary s'amaga a l'Oest, a la Muntanya Gulgui. Un dels savis li lliura la canoa als guerrers, de manera que ara poden viatjar per riu, i així poder accedir a la Muntanya Gulgui per derrotar Marilita. Amb el segon Cristall restablert, els Guerrers aconsegueixen la Pedra Levi a la Caverna de Gel, aquesta pedra serveix per activar el vaixell volador, i així poder assolir els continents del nord. Viatgen a les Illes Càrdies, on es troben amb Bahamut, el rei dels dracs, qui els ofereix ajuda als Guerrers a canvi que li portin l'objecte cua de rata de la Ciutat del Repte. Els Guerrers de la Llum demostren la seva valentia obtenint la cua de rata i Bahamut agraït, millora les habilitats de cada un, canviant la professió de cadascun per una més avançada, permetent un major aprenentatge de màgies i habilitats físiques. Amb les noves millores, els Guerrers de la Llum viatgen a Onlak, on troben un barril submergible per viatjar al Santuari Enfonsat,  però una dona els impedeix passar dient que necessiten el  Oxi-líquid  per respirar sota l'aigua. Els Guerrers de la Llum viatgen cap a la caravana en un desert, i allí compren una fada en una ampolla, la qual porten al poble de Gaia on l'alliberen i aquesta els agraeix lliurant-los el Oxi-líquid.
Amb l'Oxi-líquid, els guerrers es retroben a Onlak amb la dona del moll qui es revela com una sirena i els deixa un Submarí. Amb ell, Els Guerrers de la Llum arriben al Santuari Enfonsat on troben i derroten al dimoni d'aigua Kraken restaurant el vidre d'aigua. Amb el tercer Cristall restablert, els Guerrers viatgen a l'La Cova de l'aigua on troben un robot que els lliura el Telecub. Els Guerrers de la Llum viatgen a Lufenia, llar dels últims lufenians, però no entenen l'idioma de Lufenia pel que han d'anar a la recerca de la pedra Roseta, que van obtenir en el Santuari Enfonsat, i lliurar-la al Dr. Une i aquest els ensenya el llenguatge dels lufenians. Els Guerrers tornen a Lufenia on aprenen sobre la seva història i obtenen accés a la Torre Irreal en la qual troben un teletransportador que s'activa usant el Telecub, i transporta als Guerrers a la Fortalesa Voladora on troben i derroten al dimoni de vent Tiamant, restaurant el vidre de vent.
Amb els quatre dimonis destruïts i els vidres restablerts, els Guerrers de la Llum descobreixen que el seu viatge no ha acabat: Els cristalls canalitzen la seva energia en un vidre fosc al Temple del Caos que obre un túnel del temps que porta els Guerrers de la llum 2000 anys al passat. Allà descobreixen que els quatre dimonis van enviar a Garland al passat i en el passat Garland va enviar als quatre dimonis al futur perquè fessin el mateix, creant una paradoxa de temps que li permetria viure per sempre. Els Guerrers de la Llum derroten als quatre dimonis del passat i finalment lluiten contra Garland transformat en el arxidemoni Caos, al derrotar-ho, acaben amb la paradoxa del temps i finalment tornen a casa. Com a efecte secundari, en trencar la paradoxa van canviar el futur, de tal manera que les gestes heroiques del seu propi temps romanen desconegudes fora de la llegenda.

## Sistema de joc
Final Fantasy  té cinc maneres bàsiques de joc: un mapa del món, mapes de ciutats i calabossos, una pantalla de batalla i la pantalla de menús. El mapa del món és una versió reduïda a escala del món fictici del joc, el qual el jugador fa servir per dirigir als seus personatges cap a diferents localitzacions. El mitjà principal per viatjar pel món de joc és a peu, però una canoa, un vaixell i una aeronau es tornen disponibles quan el jugador progressa en el joc. Exceptuant algunes batalles en localitzacions pre-definides o amb caps de calabossos, els enemics són trobats de forma aleatòria en viatjar pel món ja sigui a peu, en canoa o en vaixell; i aquests han de ser combatuts o fugir d'ells. Els jugadors inicien el joc triant 4 personatges per formar un equip, el qual durarà fins al final del joc.
L'argument del joc es desenvolupa conforme el jugador progressa a través de pobles i calabossos. Alguns pobladors ofereixen informació que serveix d'ajuda, mentre que altres són amos de botigues i venen objectes o equipament. Els calabossos apareixen en àrees que inclouen boscos, coves, muntanyes, pantans i construccions. Els calabossos sovint compten amb cofres amb tresors que inclouen objectes rars que no estan disponibles a la majoria de les botigues. La pantalla de menús li permet al jugador mantenir-se al cas dels seus punts d'experiència i nivell; triar l'equip que usaran els seus personatges; i usar objectes i màgia. L'atribut bàsic de qualsevol personatge és el seu nivell, el qual pot anar des d'1 fins a 50, i és determinat per la quantitat d'experiència del personatge. En adquirir nivells, els atributs del personatge s'incrementen, com ara els seus punts de vida (VIT, HP o PV, segons versió), que representen la salut del personatge; un personatge mor quan arriben a zero punts de vida. Els personatges guanyen punts d'experiència quan guanyen batalles. 
El combat a Final Fantasy està basat en menús: el jugador selecciona accions d'una llista d'opcions com ara "Atacar", "Màgia" i "Objecte". Les batalles són per torns i continuen fins que algun dels contrincants escapen o són derrotats. Si l'equip del jugador guanya, cada personatge guanya punts d'experiència i Guiles (diners en l'univers final fantasy); si es fuig, es torna al mateix punt del mapa on va començar la lluita; i si cada personatge de l'equip mor, el joc s'acaba.  Final Fantasy  va ser el primer joc en mostrar als personatges del jugador al costat dret de la pantalla i als monstres en el costat esquerre, oposat a la vista en primera persona.

### Personatges
Cada personatge té una "ocupació" o classe, amb atributs diferents i habilitats que són innates o poden ser adquirides.  Hi ha sis classes inicials: Guerrer, Lladre, Monjo, Mag Roig, Maga Blanca i Mag Negre. Posteriorment en el joc, cada personatge millora la classe inicial, de la mateixa naturalesa, però més avançat; la seva figura mostra maduresa i adquireixen l'habilitat d'usar armes i màgia que abans no podien utilitzar.
El joc conté una varietat d'armes, armadures i objectes que poden ser comprats o trobats per tornar al personatge més poderós en combat. Cada personatge té vuit ranures d'inventari: 4 per armes i quatre per a armadures. Cada personatge té restriccions de classe respecte a les armadures i armes que poden utilitzar. Algunes armes i armadures tenen efectes secundaris; si s'usen durant el combat, algunes d'aquestes conjuren un encanteri. Altres artefactes màgics proveeixen protecció o alguns encanteris. A les botigues, els personatges poden comprar objectes per ajudar-se a si mateixos a recuperar mentre estan viatjant. Els objectes disponibles inclouen pocions que curen als personatges o eliminen algun estat alterat negatiu com enverinament o petrificació; botigues i cabanes, les quals poden usar-se en la vista mapamundi del joc per restablir completament la salut i el cansament dels personatges i opcionalment guardar el progrés del joc; i Èters, els quals restableixen els punts màgics del personatge. Objectes especials poden ser obtinguts en fer tasques o encàrrecs (quests). 
La màgia és una habilitat comuna en el joc i diverses classes de personatges la fan servir. Els encanteris estan dividits en dos grups: Màgia blanca, la qual és curativa o de suport; i Màgia negra, la qual és ofensiva i perniciosa. La màgia es pot comprar en botigues de màgia blanca i negra, i assignar-se als personatges que la seva ocupació se'ls permet. Els encanteris estan classificats per nivells que van des d'1 a 8. Cada tipus de màgia té quatre encanteris que es poden aprendre en cada nivell, però sols 3 poden equipar-se en cada personatge. Mags blancs i negres poden pràcticament aprendre tots els seus encanteris respectius, mentre que altres ocupacions no poden utilitzar màgia d'alts nivells.  Si és el cas dels Mags han de millorar a Bruixots per poder fer ús de les màgies de nivell 7 i 8.
- 'Màgies Blanques' :
- 1.Cura, Dia, Cuirassa, Reflexos.
- 2.Vista, Mutis, AntiRaig, Invisibilitat
- 3.Cura +, Dia +, Antipiro, Remei
- 4.Esna, Por, antigel, Veu
- 5.Cura ++, Làzaro, Dia ++, Remei +
- 6.Flexi, Sortida, Cuirassa +, Invis +
- 7.Amparo, Remei ++, Cura +++, Dia +++
- 8.Sanctus, antitot, Dissipar, Llàtzer +

- 'Màgies Negres' :
- 1.Piro, Morfeo, Focus, Electro.
- 2.Hielo, Boira, Tremp, Fre
- 3.Piro +, Alt, Focus +, Electro +
- 4.Morfeo, Prisa, Confu, Gel +
- 5.Piro ++, Toxis, Televiaje, Fre +
- 6.Electro ++, Mort, Sisme, Shock
- 7.Sable, Tenebra, Petra, Gel ++
- 8.Paro, Exili, Condemna, Fulgor

- 'Peculiaritats generals' :
- Els Mags i Bruixots Vermells se'ls permet fer ús d'ambdues màgies de manera menys especialitzada, fins nivell 6.
- El Monjo té la peculiaritat de tenir un extra de mal si no porta absolutament res equipat, ni tan sols amb armadures, ja que la seva resistència anirà augmentant gradualment al llarg de l'aventura.
- Les millores del Guerrer i del Lladre, Paladí i Ninja respectivament, poden fer ús de màgies blanca i negra respectivament fins nivell 4.